# 銅-64
銅-64（64Cu）是銅的一種人造放射性同位素，其衰變會放出β粒子，可用於分子放射治療和正電子發射斷層掃描。銅-64的半衰期為12.7小時，其在正電子發射核種中異常長的半衰期使得它與各種配體結合後，在PET和PET-CT掃描中越來越有用。

## 核性質
64Cu的半衰期為12.7小時，其有17.9%的機率透過正電子發射衰變為64Ni；39.0%透過β-衰變為64Zn；43.1%透過ε衰變為64Ni；0.475%發生γ衰變/內轉換。這些衰變放出的輻射分別為的0.579 MeV（β-）、0.653MeV（正電子）和1.35MeV（γ）。

## 生產
銅-64可以透過幾種不同的反應生產，最常見的方法是使用反應器或粒子加速器。熱中子可以透過銅-63（n,γ）銅-64反應產生低比活度（單位物質每秒的衰變次數）、低產量的銅-64。銅-64可在密蘇里大學研究反應器中心（MURR）使用高能量中子透過鋅-64（n,p）銅-64核反應生成，比活度高，但產量低。利用生物醫學迴旋加速器，鎳-64（p,n）銅-64核反應可以產生大量具有高比活性的核素。

## 用途
作為正電子發射體，銅-64已被用於生產用於一系列病症成像的實驗和臨床放射性藥物。它的β輻射也增加了其治療應用的可能性。與典型的PET放射性核種相比，它的半衰期相對較長，這有利於治療和對某些生理過程進行成像。

### PET成像

#### 骨轉移
臨床前實驗工作表明，與甲膦酸鹽官能基連接的64Cu具有作為PET骨骼影像試劑的潛力。

#### 神經內分泌腫瘤(NETs)
神經內分泌腫瘤（NET）在臨床上使用一系列基於DOTA的放射性藥物進行定位。對於PET成像，這些通常是基於鎵-68 的。自2020年起，商業化的64Cu-DOTA-TATE產品已被FDA核准用於生長抑素受體陽性NET的國產化。

#### 攝護腺癌
鈴蟾肽已被證明在前列腺癌的BB2受體中過度表達。CB-TE2A是一種穩定的64Cu螯合系統，與 Bombesin類似物結合用於前列腺癌的in vitro和in vivo研究。
PET-CT 影像研究表明，它選擇性地被前列腺腫瘤 異種移植物 攝取，而對非目標組織的攝取減少。其他臨床前研究表明，透過靶向胃泌素釋放肽受體，也可以檢測胰腺癌和乳腺癌。

#### 腎組織灌流
雙縮氨基硫脲(ETS) 具有作為具有多種銅同位素的 PET 放射性藥物的潛在用途。64Cu-ETS 已用於實驗性臨床前心肌、腦和腫瘤灌注評估，腎臟攝取和血流量之間具有線性關係。  腎臟灌注也可以用CT或MRI代替PET進行評估，但有缺點：CT需要施用潛在的過敏造影劑。 MRI 避免使用電離輻射，但難以實施，並且經常受到運動偽影的影響。帶有 64Cu 的 PET 可以提供腎灌注的定量測量。

#### 肝豆狀核變性
肝豆狀核變性是一種罕見的病症，其中銅在體內過多滯留。銅的有毒水平會導致器官衰竭和過早死亡。64Cu已被用於研究患有這種疾病的受試者的全身銅保留。此技術還可以區分雜合子攜帶者和純合子正常人。

### 癌症治療

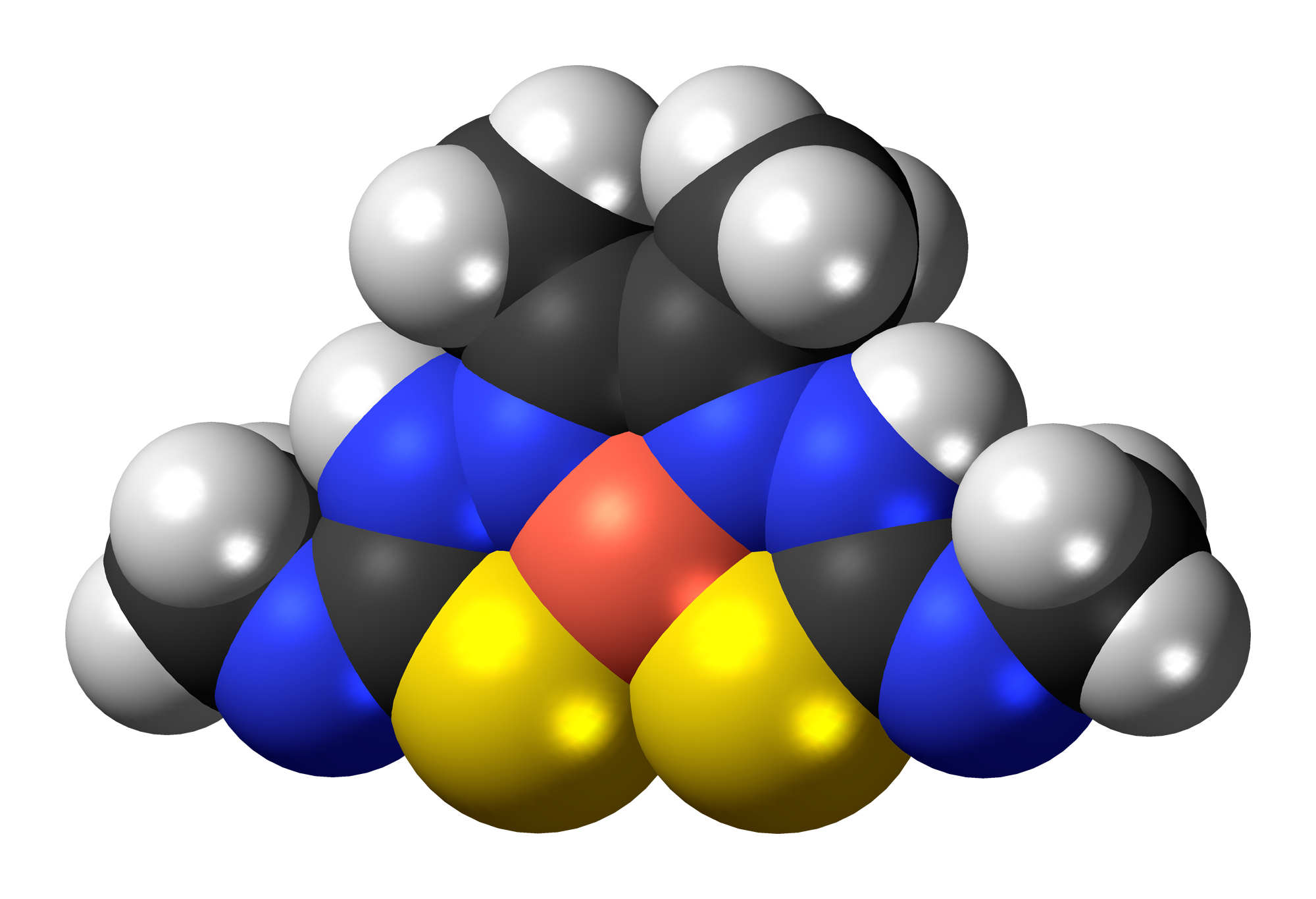
64Cu-ATSM – 銅（II）（二乙醯雙（N4-甲基氨基硫脲））－正在研究作為一種可能的癌症治療方法。

64Cu-ATSM（二乙醯基-雙（N4-甲硫基雙縮氨基硫脲））已被證明可以延長荷瘤動物的生存時間。低氧滯留區域已被證明對體外放射治療有抵抗力，因為缺氧減少了電離輻射的致命影響。 64Cu因其獨特的腐爛特性而被認為可以殺死這些細胞。在具有或不具有誘導缺氧的結直腸腫瘤的動物模型中，與常氧細胞相比，缺氧細胞優先吸收Cu-ATSM。  結果表明，與對照組相比，該化合物提高了荷瘤倉鼠的存活率。